# Charité (serie televisiva)
Charité è una serie televisiva tedesca trasmessa dal 2017 sull'emittente ARD 1 (Das Erste).  Tra gli interpreti principali, figurano  Alicia von Rittberg, Mala Emde, Nina Gummich, Nina Kunzendorf, Sesede Terziyan, ecc.
La serie si compone di 4 stagioni, per un totale di 24 episodi (6 per stagione).: il primo episodio, intitolato Barmherzigkeit, venne trasmesso in prima visione il 21 marzo 2017.

## Trama
Teatro delle vicende è l'ospedale berlinese della Charité, il più grande policlinico universitario d'Europa, e la storia si dipana per due secoli e mezzo, dal 1888 fino al 2049, attraversando il periodo della seconda guerra mondiale e della guerra fredda.

## Episodi
| Stagione         | Episodi | Prima TV Germania | Prima TV Italia |
| ---------------- | ------- | ----------------- | --------------- |
| Prima stagione   | 6       | 2017              | inedita         |
| Seconda stagione | 6       | 2019              | inedita         |
| Terza stagione   | 6       | 2021              | inedita         |
| Quarta stagione  | 6       | 2024              | inedita         |

## Personaggi e interpreti
- Ida Lenze, interpretata da Alicia von Rittberg
- Dott. Robert Koch, interpretato da Justus von Dohnányi
- Emil Behring, interpretato da Matthias Koeberlin
- Rudolf Virchow, interpretato da Ernst Stötzner
- Suor Martha, interpretata da Ramona Kunze-Libnow
- Hedwig Freiberg, interpretata da Emilia Schüle
- Georg Tischendorf interpretato da Maximilian Meyer-Bretschneider
- Ernst von Bergmann, interpretato da Matthias Brenner
- Edith, interpretata da Tanja Schleiff
- Paul Ehrlich, interpretato da Christoph Bach
- Suor Therese, interpretata da Klara Deutschmann
- Dott. Ferdinand Sauerbruch, interpretato da Ulrich Noethen
- Margot Sauerhbruch, interpretata da Luise Wolfram
- Anni, interpretata da Mala Emde
- Dott. Artur Waldhausen, interpretato da Artjom Gilz
- Max de Crinis, interpretato da Lukas Miko
- Dott.ssa Ingeborg Rapoport, interpretata da Nina Kuntzendorf
- Samuel Mitja Rapoport, interpretato da Anatole Taubmann
- Otto Prokop, interpretato da Philipp Hochmair
- Maria Fritsch, interpretata da Sarah Bauerett
- Suor Christel, interpretata da Frida-Lovisa Hamann
- Bernhard Spinola, interpretato da Thomas Loibl
- Martin Schellin, interpretato da Jakob Matschenz
- Stine, interpretata da Monika Oschek
- Otto Marquart, interpretato da Jannik Schümann
- Heinrich von Minckwitz, interpretato da Daniel Sträßer
- Dott. Adolphe Jung, interpretato da Hans Löw
- Dott.ssa Maral Safad i, interpretata da Sesede Terziyan
- Dott.ssa Sada Safadi, interpretata da Adriana Altaras
- Dott. Dylan van Boeken, interpretato da Moritz Führmann
- Dott.ssa Ella Wendt, interpretata da Nina Gummich
- Marlene Hirt, interpretata da Gina Haller
- Dott.ssa Julia Kowalczyk, interpretata da Angelika Häntsch
- Fritz Kolbe, interpretato da Marek Harloff
- Prof. Dott. Otto Prokopp, interpretato da Philipp Hochmair
- Dott. Ferhat Williamson, interpretato da Timur Işık
- Fritz Krug, interpretato da Uwe Preuss
- Lehmann, interpretato da Nicholas Reinke
- Emilia Bonetti, interpretata da Jenny Schilly
- Ewelyn Baldwin, interpretata da Theresa Sophie Albert
- Imperatore Guglielmo II di Germania, interpretato da Lucas Prisor
- Magda Goebbels, interpretata da Katharina Hayer
- Sir Arthur Conan Doyle, interpretato da Michael Pitthan

## Ascolti

### Germania
Il primo episodio della serie venne seguito in Germania da 8.300.000 telespettatori.
La quarta stagione della serie ha registrato un sensibile calo degli ascolti: il sesto e ultimo episodio venne seguito da 1.320.000 telespettatori, con uno share del 5,5%%.